# アメリカ合衆国国防長官府
アメリカ合衆国国防長官府 (英：Office of the Secretary of Defense (OSD)) は、アメリカ国防総省の本部である。国防長官直属の組織であり、主に文民職員 (いわゆる「背広組」)で組織されている。政策開発、国防計画、資材管理、会計、及び背策評価の責任分野で各種権限を行使し、国防総省に対する権限、指揮、統制を実行する長官を支援する。長官府は、統合参謀本部とともに、国防総省を管理する国防長官の支援部門であり、アメリカ合衆国において連邦行政部全体を管理する大統領の大統領行政府に相当する。
長官府には、国防長官 (SecDef)と国防副長官 (DepSecDef)に直属部局及び6人の国防次官(Under Secretary of Defense) (研究・技術、取得・維持、政策、会計検査、人事・即応、情報・安全保障) が置かれている。国防次官は、全て大統領によって任命され、国防長官や国防副長官と同様に、上院の承認を要する。
その他の役職として、国防次官補、国防長官補佐官、法律顧問、運用試験・評価局長、行政事務局長及び割り当てられた職務を遂行するために国防長官が設置した役職があり、それぞれ国防長官を補佐する。

## 組織

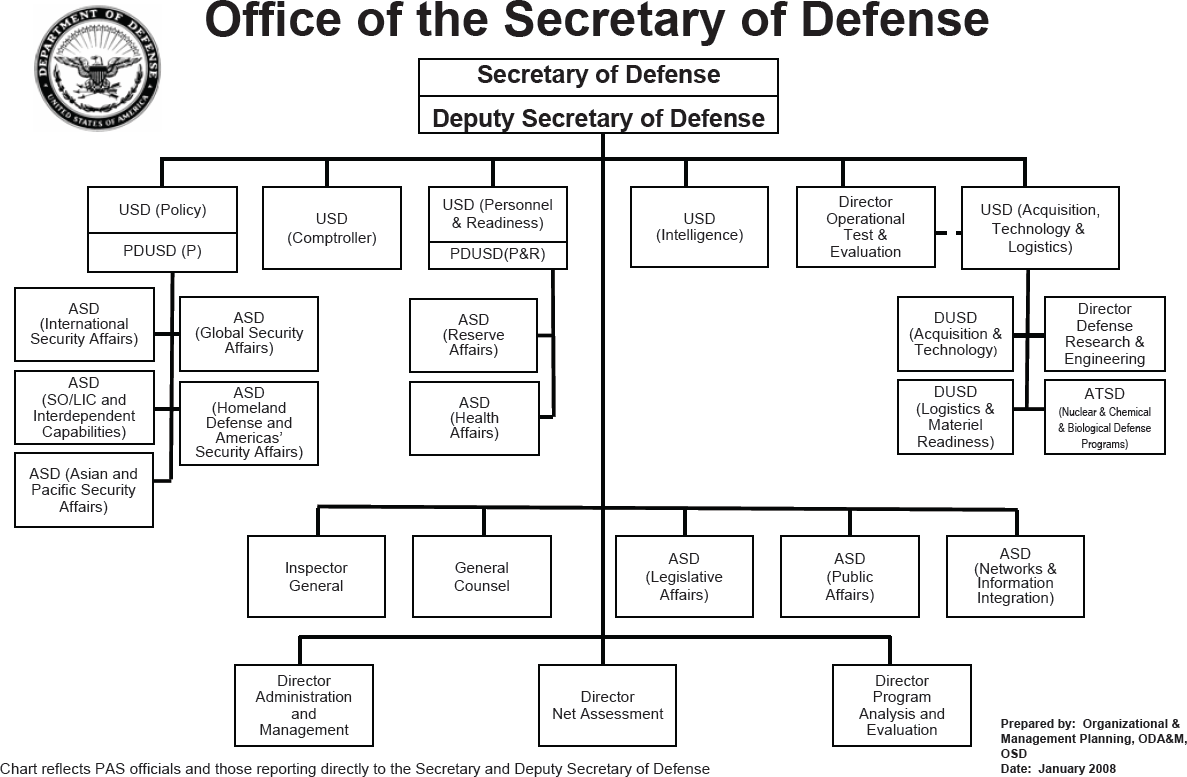
組織図 (2008年)

長官と副長官は、6人の次官を監督し、それぞれの次官は数人の次官補を監督している。その他に長官に直属する特別職員も数人置かれている。
- 国防長官 (SecDef)
  - 国防副長官 (DepSecDef)

〔長官及び副長官に直属する特別職員〕
- 国防総省官房長 (ExecSec)
- 法律顧問
- 諜報監督担当国防長官補佐官 (ATSD(IO))
- 民事支援担当国防長官補佐官 (ATSD(PA))
- 最高情報責任者 (DoD CIO)
- 国防長官直轄機能横断チーム委員長

〔長官及び副長官に直属する次官補〕
- 立法担当国防次官補

〔国防次官〕
- 会計検査担当国防次官・最高財務責任者 (C/CFO)
- 取得・維持担当国防次官 (A&S)

- 取得・維持担当国防副次官
- 取得担当国防次官補
- 維持担当国防次官補
- エネルギー・設備・環境担当国防次官補
- 核・化学・生物防衛プログラム担当国防次官補

- 情報・安全保障担当国防次官 (I&S)
- 人事・即応担当国防次官 (P&R)

- 人事・即応担当国防副次官
- 保健担当国防次官補 (HA)
- 人的資源・予備役担当国防次官補 (M&RA)
- 即応担当国防次官補
- 国防人的資源活動 (DHRA) 上級局長
- 組織弾力性上級局長
- 人事・即応上級局長

- 政策担当国防次官 (P)

- 政策担当国防副次官
- インド太平洋安全保障担当国防次官補 (IPSA)
- 国際戦略担当国防次官補 (GSA)
- 国土防衛・米州安全保障担当国防次官補 (HD&HA)
- 国際安全保障担当国防次官補 (ISA)
- 特殊作戦・低強度紛争担当国防次官補 (SO&LIC)
- 宇宙政策担当国防次官補
- 戦略・計画・能力担当国防次官補

- 研究・技術担当国防次官 (R&E)

〔局長〕
- 行政事務局長 (DA&M)
- 費用評価・政策評価局長 (CAPE)
- 家族政策局長
- 戦力変革局長
- ネット評価局長
- 腐食政策監督局長
- 運用試験・評価局長 (DOT&E)
- 中小企業計画局長

### 廃止された部局
- ネットワーク・情報統合担当国防次官補 (ASD(NII))
- 国防戦争捕虜・行方不明者室 (DPMO)

## 組織再編
国防長官府の組織は、議会と国防総省により日常的に部署の新設や再編、廃止が行われているため、常に流動的なものとなっている。

### オバマ政権下における再編
オバマ政権の間、議会は長官府の組織の明確化に努め、国防総省と協力して、部署の公式な命名規則の標準化などを行った。国防副長官 (DepSecDef)、5人の国防次官 (USD)、全ての国防次官補 (ASD)、及び法律で特に指定された職員を含む多くの国防当局者は、歴史歴に大統領により任命される上院承認人事 (PAS)とされてきた。しかし2009年3月の書簡で、上院軍事委員会委員長のカール・レビン上院議員は、国防総省は国防副次官 (DUSD)と呼ばれる重要な役職を、明らかに「法律で定められた手続きなしに、制限なく、上院の承認なしに」任命する権限を行使してきたと明らかにした。レビンは、「国防総省は、その組織のあらゆるレベルに国防副次官のポストを乱立し、指揮命令系統を不明確にしてきた。これは国防総省の最善の利益につながらないと懸念している。」と述べた。その後、法律改正が行われ、上院が承認する5人の首席国防副次官が規定された。これにより、それぞれの国防次官ごとに1人の首席国防副次官が第一補佐官という位置付けで、従属することとなった。
2010会計年度国防権限法は、国防総省に対し、2011年1月1日までに、独自に首席国防副次官 (PDUSD)以外の国防副次官を解任又は再任することを許可した。2011会計年度国防権限法は、この期限を2015年1月1日までに延長した。その間、国防長官は裁量により、5人の上院承認人事たる首席国防副次官以外に、5人を限度として追加の非上院承認人事たる首席国防副次官を任命することができた。諜報担当国防次官 (現在は廃止)は少なくとも3人の非上院承認人事たる首席国防副次官を従属させてが、いずれも役職名を変更し、現在は廃止されている。買収・技術・輸送担当国防次官 (現在は廃止)も、非上院承認人事として設置・環境担当首席国防副次官を従属させたが、2011会計年度国防権限法は、この役職を運用・エネルギー計画・プログラム担当国防次官補に置き換えるべく勧告した。政策担当国防次官は、非上院承認人事として戦略・計画・軍隊担当首席国防副次官を従属させたが、2011会計年度国防権限法は、この役職を廃止することを推奨している。
上述の組織再編以外にも、オバマ政権が成立させた2010会計年度国防権限法及び2011会計年度国防権限法と、この2つの法律を受けた国防総省の内部報告によって、多くの役職が再編や廃止された。
| 以前の役職                                                 | 新たな役職                                   | 上官                                | 上院の承認 |
| ---------------------------------------------------------- | -------------------------------------------- | ----------------------------------- | ---------- |
| 新設                                                       | 取得担当国防次官補                           | 取得・技術・輸送担当国防次官 (AT&L) | 必要       |
| 産業政策担当国防副次官                                     | 製造業・産業基盤担当国防副次官補             | 取得担当国防副次官                  | 不要       |
| 輸送・資材準備担当国防副次官                               | 輸送・資源担当国防次官補                     | 取得・技術・輸送担当国防次官 (AT&L) | 必要       |
| 運用エネルギー計画・プログラム担当管理官                   | 運用エネルギー計画・プログラム担当国防次官補 | 取得・技術・輸送担当国防次官 (AT&L) | 必要       |
| 核・化学・生物防衛プログラム担当国防長官補佐官             | 核・化学・生物防衛プログラム担当国防次官補   | 取得・技術・輸送担当国防次官 (AT&L) | 必要       |
| 研究・技術担当管理官                                       | 研究・技術担当国防次官補                     | 取得・技術・輸送担当国防次官 (AT&L) | 必要       |
| 開発試験・評価担当管理官                                   | 開発試験・評価担当国防副次官補               | 研究・技術担当国防次官補 (R&E)      | 不要       |
| システムエンジニアリング担当管理官                         | システムエンジニアリング担当国防副次官補     | 研究・技術担当国防次官補 (R&E)      | 不要       |
| 新設                                                       | 即応・組織構築担当国防次官補                 | 人事・即応担当国防次官 (P&R)        | 必要       |
| 文民人事政策担当国防副次官                                 | 文民人事政策担当国防副次官補                 | 即応・組織管理担当国防次官補 (R&FM) | 不要       |
| 軍事コミュニティ・家族政策担当国防副次官                   | 軍事コミュニティ・家族政策担当国防副次官補   | 即応・組織管理担当国防次官補 (R&FM) | 不要       |
| 軍人人事政策担当国防副次官                                 | 軍人人事政策担当国防副次官補                 | 即応・組織管理担当国防次官補 (R&FM) | 不要       |
| 即応担当国防副次官                                         | 即応担当国防副次官補                         | 即応・組織管理担当国防次官補 (R&FM) | 不要       |
| 傷痍軍人ケア・移行政策担当国防副次官                       | 傷痍軍人ケア・移行政策担当国防副次官補       | 即応・組織管理担当国防次官補 (R&FM) | 不要       |
| 計画担当国防副次官・政策統合担当国防副次官                 | 人事・即応担当官房長                         | 人事・即応担当国防次官 (P&R)        | 不要       |
| 統合作戦・連合作戦担当国防副次官                           | 作戦支援・運用担当国防諜報管理官             | 諜報担当国防次官                    | 不要       |
| 技術収集・分析・ヒューミント・防諜・安全保障担当国防副次官 | 諜報・安全保障担当国防諜報管理官             | 諜報担当国防次官                    | 不要       |
| ポートフォリオプログラム・資源担当国防副次官               | 軍事情報プログラム・計画担当国防諜報管理官   | 諜報担当国防次官                    | 不要       |
| 科学技術担当国防副次官                                     | 廃止                                         | -                                   | 廃止       |
| 高度システム・懸念担当国防副次官                           | 廃止                                         | -                                   | 廃止       |